# Клімов Сергій Олександрович (шахіст)
Сергій Олександрович Клімов (нар. 22 січня 1979) — російський шахіст, гросмейстер від 2009 року.

## Життєпис
2002 року закінчив з відзнакою філософський факультет Санкт-Петербурзького державного університету, кафедру Релігієзнавства, аспірантуру Державного музею історії релігії. У 2002—2003 роках працював у ньому науковим співробітником.
У 2002—2003 роках — тренер у Палаці творчості юних Санкт-Петербурга.
2006—2007 роки — директор шахового клубу СПбШФ
2007—2013 роки — голова Дитячо-юнацької комісії Санкт-Петербурзької шахової федерації.
Від 2012 року старший тренер відділення шахів СДЮСШОР Васильоостровського району Санкт-Петербурга.
Тренер дворазового чемпіона світу з шахів у складі збірної Росії (2010, 2013), чемпіона Європи з шахів у складі команди Санкт-Петербурга (2012) Нікіти Вітюгова.
Посів 2-ге місце у Всеросійському конкурсі «Найкращий дитячий тренер 2009 року».
З результатом 6,5 очка здобув перемогу на Третьому міжнародному турнірі пам'яті професора Степана Попеля, що пройшов у Львові від 20 до 28 січня 2008 року. Друге місце посів М.Казаков (6), третє — Орест Грицак (5,5).

## Зміни рейтингу
| На цьому місці має відображатися графік чи діаграма, однак з технічних причин його відображення наразі вимкнено. Будь ласка, не видаляйте код, який викликає це повідомлення. Розробники вже працюють для того, щоби відновити штатне функціонування цього графіка або діаграми. | |
| | На цьому місці має відображатися графік чи діаграма, однак з технічних причин його відображення наразі вимкнено. Будь ласка, не видаляйте код, який викликає це повідомлення. Розробники вже працюють для того, щоби відновити штатне функціонування цього графіка або діаграми. |